# Sofía de Arriba
Sofía de Arriba är en ort i Mexiko.   Den ligger i kommunen San Pedro och delstaten Coahuila, i den centrala delen av landet, 800 km nordväst om huvudstaden Mexico City. Sofía de Arriba ligger 1 102 meter över havet och antalet invånare är 621.
Terrängen runt Sofía de Arriba är mycket platt. Runt Sofía de Arriba är det glesbefolkat, med 9 invånare per kvadratkilometer. Närmaste större samhälle är Concordia, 18,2 km söder om Sofía de Arriba. Omgivningarna runt Sofía de Arriba är i huvudsak ett öppet busklandskap.